# Olexandr (Nesterčuk)
Olexandr (světským jménem: Vasyl Kostjantynovyč Nesterčuk; * 11. listopadu 1950, Illimka) je ukrajinský duchovní Ukrajinské pravoslavné církve, arcibiskup horodnycký a vikář kyjevské eparchie.

## Život
Narodil se 11. listopadu 1950 ve vesnici Illimka Žytomyrské oblasti.
Po střední škole byl roku 1968 přijat jako poslušník Uspenského monastýru v Oděse. Od roku 1971 začal studovat na Oděském duchovním semináři, který dokončil roku 1975.
Dne 27. září 1973 jej metropolita oděský a chersonský Sergij (Petrov) rukopoložil na diákona a 1. září 1974 na jereje. Stal se knězem v chrámu svatého Michaela v Komskomolsku. Roku 1975 se stal představeným chrámu Nanebevstoupení Páně v Dokučajivsku.
Roku 1976 byl postřižen na monacha a přijal mnišské jméno Olexandr.
Dne 9. ledna 1979 byl poslán sloužit do chrámu svatého Jiří v sídle Horodnycja Žytomyrské oblasti.
Roku 1981 byl povýšen na igumena a roku 1986 na archimandritu.
Dne 11. listopadu 2008 jej Svatý synod Ukrajinské pravoslavné církve zvolil biskupem horodnyckým a vikářem kyjevské eparchie.
Dne 15. listopadu 2008 byl oficiálně jmenován biskupem a o den později proběhla v katedrálním chrámu svatého Jiří Horodnyckého monastýru jeho biskupská chirotonie. Světiteli byli metropolita kyjevský a celé Ukrajiny Volodymyr (Sabodan), arcibiskup ovručský a korosteňský Vissarion (Stretovyč), arcibiskup sarenský a poliský Anatolij (Hladkyj), arcibiskup bilocerkvenský a bohuslavský Mytrofan (Jurčuk), arcibiskup rovenský a ostrožský Varfolomij (Vaščuk), arcibiskup žytomyrský a novohrad-volynský Huryj (Kuzmenko), biskup nižynský a prylucký Irynej (Semko), biskup kremenčucký a lubenský Jevlohij (Hutčenko), biskup ivano-frankivský a kolomyjský Pantelejmon (Luhovyj), biskup novokachovský a beryslavský Ioasaf (Hubeň), biskup perejslav-chmelnycký Olexandr (Drabynko), biskup mukačevský a užhorodský Feodor (Mamasujev), biskup izjumský Onufrij (Lehkyj), biskup volodymyr-volynský a kovelský Nykodym (Horenko), biskup šepetivský a slavutský Volodymyr (Melnyk) a biskup oleksandrijský a svitlovodský Antonij (Borovyk).
Dne 24. března 2012 byl povýšen na arcibiskupa.